# Joe Hayes
Joe Hayes est un footballeur anglais né le 20 janvier 1936  et mort le 4 février 1999  évoluant au poste d'attaquant.

## Biographie
Joseph Hayes est né à Kearsley, entre Manchester et Bolton. Ses parents sont Thomas Hayes, mineur de charbon, et Betsy Brierley. Joseph Hayes a deux sœurs prénommés Jean et Eileen. La famille vit au 3 Alpine Terrace, à Kearsley,.
Joe Hayes travailla d'abord dans une filature de coton et dans une mine de charbon puis il commença sa carrière à Manchester City où il gagna la Coupe d'Angleterre de football 1955-1956. Il quitta le club après avoir marqué 152 buts en 363 match dont un en finale de la FA Cup 1956, ce qui fait de lui le troisième meilleur buteur du club. Il finit sa carrière au Wigan Athletic après être passé par Barnsley.

## Palmarès
- Manchester City
  - Coupe d'Angleterre 1956